# 北部九州天文の乱
北部九州天文の乱（ほくぶきゅうしゅうてんぶんのらん）とは、天文元年から3年までの3年間に渡って、主に筑前及び豊前で行われた大内氏と大友氏の抗争。
定着した名称は無く、天文防豊戦争、天文年間前半における大内氏と大友氏の抗争、天文初年の北部九州における紛争などと説明される。